# Almageszt
Az Almageszt Klaudiosz Ptolemaiosz (i. sz. 150 körül) alexandriai görög matematikus, csillagász, geográfus Nagy Könyv, vagy más források szerint A legnagyobb című műve. A mű eredetileg görögül íródott μαθηματικἠ σύνταξις (Mathématiké Szüntaxisz, „Matematikai értekezés”) címen, amelyet később új címen (Hè Megalè Syntaxis, „A nagy értekezés”) terjesztettek. Később eljutott az arab országokba, ahová a Római Birodalom bukása után a tudomány és a kultúra művelése áttevődött és itt arab nyelvre fordították. Az arab címe المجسطي الكتاب, al-kitabu-l-mijisti vagy röviden al-mijisti, azaz Nagy Könyv lett. Ez került a középkorban vissza Európába, ahol latinra fordították, a címét viszont nem értelemszerűen, hanem az arab kifejezés latinosításával Almagesztnek hagyták meg.
A csillagászok számára ez a mű jelentette az ókori csillagászati világkép összegzését, a keresztény világnézet alapjául szolgáló geocentrikus világkép legelső teljes körű tudományos igényű leírását. A könyvben lefektetett számítások alapján a bolygók mozgásának addigi legtökéletesebb leírásával szolgált.
A mű másik nagy jelentőségű hagyatéka a csillagászok számára Hipparkhosz csillagpozícióinak újraközlése. Hipparkhosz több mint ezer csillag ekliptikai koordinátáit és fényességadatait mérte ki és rögzítette, ám az ő munkásságának írott emlékei javarészt elvesztek. Ptolemaiosz viszont rögzítette az Almagesztben, így a világ számára fennmaradt az ókori világ csillagos egének tudományos pontossággal leírt képe. A fényességbecslések jelentősége máig hat: a csillagászok ma is a hipparkhoszi-ptolemaioszi fényességmérési rendszert, a csillagok magnitúdó alapján történő osztályozását használják.
Az Almageszt nemcsak csillagászati mű volt, hanem a matematikusoknak is tartogatott alapvetéseket. A mű a legkorábbi fennmaradt írásos emlék a trigonometriai számításokról.

## Tartalma
Az Almageszt 13 könyvet tartalmaz:
- I. Könyv: Arisztotelész kozmológiája
- II. Könyv: a kozmoszbeli objektumok napi mozgása
- III. Könyv: a Nap mozgása, az év hossza
- IV. és V. Könyv: a Hold mozgása, valamint a Nap, a Hold és a Föld mérete és távolsága
- VI. Könyv: a napfogyatkozások és holdfogyatkozások
- VII. és VIII. Könyv: az álló csillagok mozgása, a tavaszpont precessziója, valamint egy csillagkatalógus 1022 csillag pozíciójával és csillagképekkel. Ez a könyv vezeti be a csillagászatban ma is használatos, a csillagokat látszó fényességük alapján besoroló osztályozási rendszert
- IX. Könyv: az ókorban szabad szemmel is megfigyelhető öt bolygó keletkezésének modellje és a Merkúr keringésének megfigyelési adatai
- X. Könyv: A Vénusz és a Mars mozgása
- XI. Könyv: A Jupiter és a Szaturnusz mozgása
- XII. Könyv: A bolygók látszólagos hátráló mozgása, valamint egy helyben állása a keringés során a csillagos háttérhez képest.
- XIII. Könyv: A bolygók pályájának legmagasabb pontjai és az ekliptikától való eltévelygései